# Distrito de Eichsfeld
El Distrito de Eichsfeld (en alemán: Landkreis Eichsfeld) es un Landkreis (distrito rural) ubicado al noroeste del estado federal de Turingia (Alemania). Forma parte de la región histórica denominada Eichsfeld. Los distritos fronterizos al norte corresponden al estado de Niedersachschen Göttingen y Osterode am Harz, al este el distrito de Nordhausen, al sudeste el distrito de Kyffhäuser, en su parte meridional el distrito de Unstrut-Hainich y al oeste el distrito de Werra-Meißner del estado federal de Hesse. La capital del distrito recae sobre la ciudad de Heilbad Heiligenstadt.

## Geografía

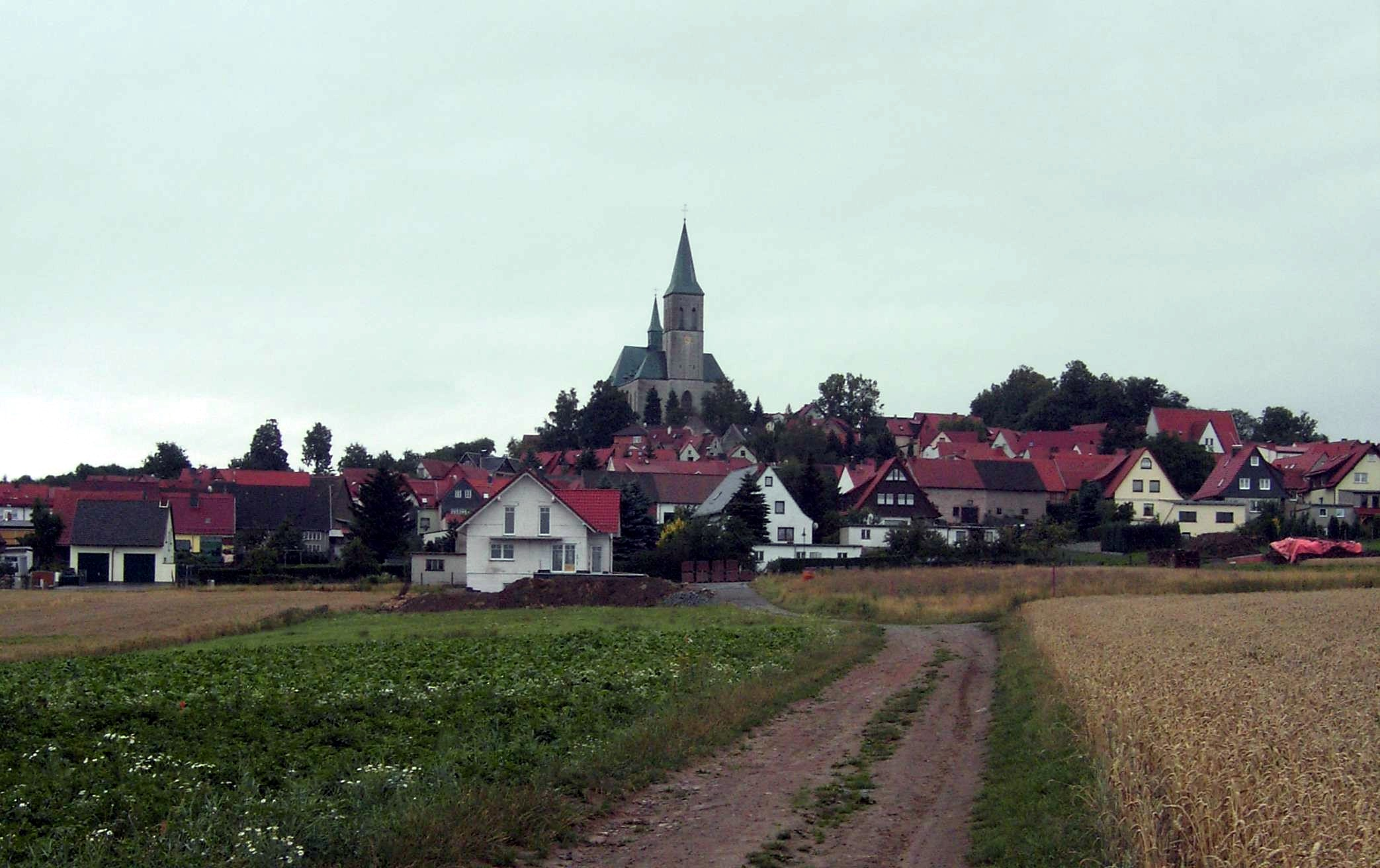
paisaje del municipio de Eichsfeld.

El Landkreis Eichsfeld se ubica al noroeste del estado federal de Turingia. Se encuentra entre las sierras del Harz al norte, el Hessischem Bergland y el valle formado por el río Leine al oeste así como Hainich al sur.

## Composición del distrito
(Habitantes a 30 de junio de 2006)

### Municipios independientes
1. Heilbad Heiligenstadt, (17.194)
2. Leinefelde-Worbis, (20.570)

### Agrupaciones administrativas
* Ubicación de la Administración
| 1. Verwaltungsgemeinschaft Dingelstädt 1. Dingelstädt, Ciudad * (4.811) 2. Helmsdorf (568) 3. Kallmerode (610) 4. Kefferhausen (787) 5. Kreuzebra (816) 6. Silberhausen (696) 2. Verwaltungsgemeinschaft Eichsfelder Kessel 1. Deuna (1.053) 2. Gerterode (412) 3. Hausen (462) 4. Kleinbartloff (472) 5. Niederorschel * (3.408) 6. Vollenborn (270) 3. Verwaltungsgemeinschaft Eichsfeld-Südharz 1. Bischofferode (2.055) 2. Bockelnhagen (454) 3. Großbodungen (1.502) 4. Holungen (941) 5. Jützenbach (566) 6. Neustadt (704) 7. Silkerode (434) 8. Steinrode (539) 9. Stöckey (429) 10. Weißenborn-Lüderode * (1.495) 11. Zwinge (439) 4. Verwaltungsgemeinschaft Eichsfeld-Wipperaue 1. Bernterode (1.374) 2. Breitenworbis * (2.302) 3. Buhla (610) 4. Gernrode (1.682) 5. Haynrode (719) 6. Kirchworbis (1.476) 5. Verwaltungsgemeinschaft Ershausen/Geismar 1. Bernterode (bei Heilbad Heiligenstadt) (238) 2. Dieterode (100) 3. Geismar (1.262) 4. Kella (569) 5. Krombach (213) 6. Pfaffschwende (368) 7. Schimberg * (2.402) 8. Schwobfeld (108) 9. Sickerode (164) 10. Volkerode (262) 11. Wiesenfeld (270) | 6. Verwaltungsgemeinschaft Hanstein-Rusteberg 1. Arenshausen (1.037) 2. Bornhagen (311) 3. Burgwalde (253) 4. Freienhagen (321) 5. Fretterode (182) 6. Gerbershausen (676) 7. Hohengandern * (551) 8. Kirchgandern (623) 9. Lindewerra (263) 10. Marth (365) 11. Rohrberg (254) 12. Rustenfelde (510) 13. Schachtebich (261) 14. Wahlhausen (333) 7. Verwaltungsgemeinschaft Leinetal 1. Bodenrode-Westhausen * (1.197) 2. Geisleden (1.114) 3. Glasehausen (191) 4. Heuthen (800) 5. Hohes Kreuz (1.403) 6. Reinholterode (820) 7. Steinbach (574) 8. Wingerode (1.277) 8. Verwaltungsgemeinschaft Lindenberg/Eichsfeld 1. Berlingerode (1.273) 2. Brehme (1.169) 3. Ecklingerode (823) 4. Ferna (594) 5. Hundeshagen (1.262) 6. Tastungen (270) 7. Teistungen * (2.553) 8. Wehnde (394) 9. Verwaltungsgemeinschaft Uder 1. Asbach-Sickenberg (120) 2. Birkenfelde (593) 3. Dietzenrode-Vatterode (141) 4. Eichstruth (87) 5. Lenterode (313) 6. Lutter (733) 7. Mackenrode (395) 8. Röhrig (265) 9. Schönhagen (143) 10. Steinheuterode (285) 11. Thalwenden (367) 12. Uder * (2.537) 13. Wüstheuterode (656) 10. Verwaltungsgemeinschaft Westerwald-Obereichsfeld 1. Büttstedt (984) 2. Effelder (1350) 3. Großbartloff (1.005) 4. Küllstedt * (1.573) 5. Wachstedt (570) |

 Fuente de Información: Thüringer Landesamt für Statistik - Oficina de Información Estadística de Turingia